# Diocesi di Abari
La diocesi di Abari (in latino Dioecesis Abaritana) è una diocesi soppressa e sede titolare della Chiesa cattolica.

## Storia
Abari era un'antica città romana che sorgeva nella provincia romana d'Africa, chiamata Bizacena, nell'attuale regione del Sahel in Tunisia. Il sito archeologico non è ancora stato identificato.
A questa sede è attribuito un solo vescovo, Felix Abaritanus o Abbiritanus, il cui nome appare al 2º posto nella lista dei vescovi della Proconsolare convocati a Cartagine dal re vandalo Unerico nel 484; nella lista è indicato in esilio in quel momento. Infatti, secondo la Historia persecutionis Africanae provinciae di Vittore di Vita, alcuni anni prima Felice, che già aveva 44 anni di episcopato, era stato esiliato nel deserto. Secondo queste indicazioni, Felice era stato scelto come vescovo prima del 440.
Alcuni autori hanno attribuito a questa sede un Ursus, episcopus sanctae Ecclesiae Avaritianensis, che assistette al secondo concilio di Nicea nel 787: tuttavia, secondo Mesnage e Morcelli, a quell'epoca l'Africa era sotto il dominio degli Arabi musulmani e difficilmente un vescovo di questa regione avrebbe potuto partecipare ad un concilio in Asia.
Dal 1933 Abari è annoverata tra le sedi vescovili titolari della Chiesa cattolica; dal 3 dicembre 1994 il vescovo titolare è Bruno Musarò, già nunzio apostolico in Costa Rica.

## Cronotassi

### Vescovi
- Felice † (prima del 440 - dopo il 484)

### Vescovi titolari
- José Lázaro Neves, C.M. † (30 agosto 1948 - 11 febbraio 1956 nominato vescovo di Assis)
- Carlo Martini † (5 ottobre 1961 - 2 giugno 1973 nominato arcivescovo dell'Aquila)
- Carlo Furno † (1º agosto 1973 - 26 novembre 1994 creato cardinale del Sacro Cuore di Cristo Re)
- Bruno Musarò, dal 3 dicembre 1994